# Mammea perrieri
Mammea perrieri är en tvåhjärtbladig växtart som först beskrevs av Vig. och Humb., och fick sitt nu gällande namn av J.F. Leroy. Mammea perrieri ingår i släktet Mammea och familjen Calophyllaceae. Inga underarter finns listade i Catalogue of Life.